# Affonsea grandiflora
Affonsea grandiflora är en ärtväxtart som beskrevs av Vinha. Affonsea grandiflora ingår i släktet Affonsea och familjen ärtväxter. Inga underarter finns listade i Catalogue of Life.